# أفيفيلا فنغية
أفيفيلا فنغية (بالإنجليزية: Afifella pfennigii)‏ هو نوع من البكتيريا ينتمي لجنس أفيفيلا ضمن شعبة المتقلبات.